# Wanted - Scegli il tuo destino
Wanted - Scegli il tuo destino (Wanted) è un film del 2008 diretto da Timur Bekmambetov.
Il film è vagamente ispirato all'omonima miniserie a fumetti Wanted, scritta da Mark Millar e disegnata da J. G. Jones. Si tratta del primo lungometraggio tratto da una serie pubblicata per l'etichetta Millarworld di cui Wanted è stata la prima serie pubblicata (tramite la casa editrice Image Comics). Gli altri film della linea Millarworld sono stati Kick-Ass (2010), Kick-Ass 2 (2013) e Kingsman - Secret Service (2014).
Fanno parte del cast James McAvoy, nel ruolo del protagonista, Morgan Freeman, Angelina Jolie e Terence Stamp.

## Trama
A Chicago, Wesley Gibson ha un lavoro senza prospettiva di carriera con un capo prepotente, prende pillole per l'ansia e viene abitualmente tradito dalla sua ragazza con il suo migliore amico e collega, Barry. Una notte, una sconosciuta di nome Fox informa Wesley che il padre che non ha mai conosciuto è stato recentemente ucciso ed era un assassino lui stesso. Inoltre Cross, l'uomo che lo ha ucciso, ora sta dando la caccia proprio a lui. Cross li raggiunge come previsto e durante la sparatoria tra Fox e quest'ultimo, Wesley finisce per perdere conoscenza.
Si risveglia nel quartier generale della Confraternita, una società segreta di assassini. Il leader del gruppo Sloan spiega a Wesley che gli attacchi di panico di cui soffre sono in realtà l'espressione incontrollata di una rara abilità. Lo stress si manifesta in una esplosione di forza sovrumana, velocità e riflessi potenziati. Sloan gli mostra che sotto pressione è in grado di performance spettacolari, come curvare la traiettoria dei proiettili da lui sparati o centrare bersagli minuscoli e molto veloci. Sloan vorrebbe insegnargli a controllare le sue abilità e farlo diventare un membro della Confraternita come suo padre, ma Wesley inizialmente ha un attacco di panico e ritorna alla sua vecchia vita. La mattina seguente, in ufficio, scopre che il suo conto in banca ora contiene diversi milioni di dollari e ciò cambia le prospettive della sua vita. Durante l'ennesima discussione con la sua responsabile Janice, Wesley scatta e inizia una sfuriata di fronte all'intero ufficio, umiliando Janice e malmenando Barry, per poi licenziarsi. Raggiunto da Fox, Wesley viene iniziato alla sua nuova vita e presto gli viene mostrato il Telaio del Fato, un antico macchinario che indica alla Confraternita i nomi dei bersagli da uccidere.
Quelli che il Fato identifica come bersagli da uccidere sono persone che causeranno del male in futuro. Sloan interpreta il Telaio, che comunica i nomi attraverso errori nella fabbricazione del tessuto. Sebbene Wesley sia inizialmente riluttante ad uccidere, Fox riesce a convincerlo raccontandogli della sua infanzia, quando un sicario, precedentemente indicato come bersaglio dal Telaio ma rimasto in vita, uccise suo padre. Dopo diverse missioni, Wesley ha un incontro con Cross, durante il quale viene ferito da un proiettile. Sloan acconsente quindi al desiderio di Wesley di uccidere l'assassino del padre, mandandolo al suo inseguimento, ma allo stesso tempo incarica Fox di uccidere lo stesso Wesley, il cui nome è stato scelto dal Telaio. Analizzando il proiettile che lo aveva colpito, si scopre che era stato prodotto da un certo Pekwarsky. Wesley, con l'aiuto di Fox, lo cattura e l'uomo riesce a combinare un incontro con Cross, che però si rivela una scusa per poter allontanare Fox da Wesley e permettere che l'assassino lo affronti da solo. Durante la lotta, su un treno fuori controllo che rischia di precipitare sopra un fiume, Wesley rischia di cadere nel vuoto, ma Cross lo salva. In quel momento Wesley riesce a colpirlo mortalmente al petto, ma prima di morire Cross gli rivela che in realtà è lui il suo vero padre. Fox conferma la sua versione e spiega che la Confraternita aveva deciso di reclutare Wesley perché sapeva che Cross non avrebbe mai ucciso suo figlio. Dovendo obbedire al codice, Fox cerca di uccidere Wesley, che però si salva cadendo in acqua da una grande altezza.
Wesley si risveglia in una casa non distante dalla sua. Questo è il covo di Cross, nel quale sono presenti diverse foto del figlio. Scopre che il padre lo ha sempre seguito nonostante lo avesse apparentemente abbandonato appena nato. Qui incontra Pekwarksy, che gli spiega che Sloan aveva cominciato a scegliere i bersagli secondo il proprio tornaconto, non seguendo più quelli scelti dal Telaio dopo aver letto il proprio nome, lascerà al ragazzo la stoffa che capirà come interpretare. Cross lo aveva scoperto ma si era trovato contro l'intera Confraternita. Rivela inoltre che la notte in cui incontro' Fox il padre tentò inutilmente di impedire alla Confraternita di reclutarlo. Wesley decide allora di vendicarsi ed irrompe nel quartier generale della Confraternita dopo aver catturato diversi topi ed averli equipaggiati con mini bombe (piano ideato da tempo dal padre). Fa scoppiare il finimondo e uccide gran parte dei membri, distruggendo anche il Telaio. Infine, trovandosi circondato dall'elite della Confraternita, rivela il piano di Sloan ai pochi membri rimasti. Quest'ultimo ammette tutto, rivelando però che il nome di ogni persona in quella stanza era stato chiamato dal Telaio e che lui si era comportato così solamente per proteggerli. Sloan dà ai presenti una scelta: uccidersi, per onorare il codice della Confraternita, o uccidere Wesley. I membri optano per infrangere il codice ed ucciderlo ma Fox improvvisamente si gira verso i suoi compagni e, curvando a 360° un proiettile, uccide tutti i presenti, compresa lei stessa, tranne Sloan e Wesley. Tuttavia, l'ex capo della confraternita riesce a scappare e Wesley si trova di nuovo solo e in bancarotta.
Tempo dopo, Wesley sembra essere tornato alla sua vecchia vita di impiegato. Sloan lo raggiunge in ufficio e gli punta una pistola alla nuca, solo per scoprire che quell'uomo non è Wesley, ma solamente un'esca. Da un edificio molto distante, il vero Wesley uccide Sloan usando un proiettile a lunga distanza. Wesley conclude con:
Poi, rompendo la quarta parete, si rivolge allo spettatore:

## Produzione

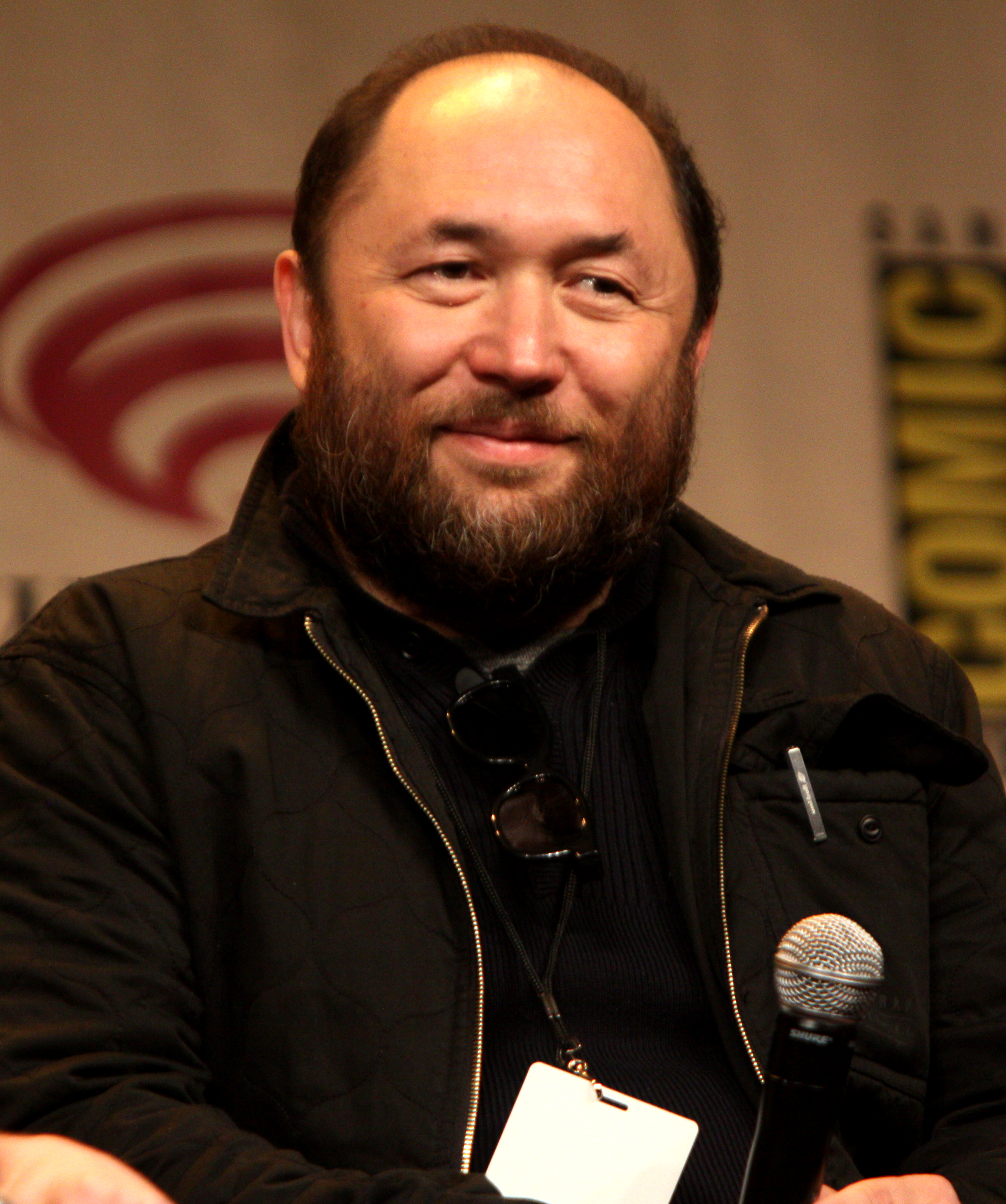
Il regista Timur Bekmambetov, che venne contattato per dirigere il film per via del suo stile cinematografico estroso ed eccentrico, accettò la regia di Wanted poiché, a suo dire, il progetto mescolava molti generi diversi.

### Sviluppo
La miniserie a fumetti del 2003-2004 Wanted catturò subito l'attenzione di Jeff Kirschenbaum di Universal Pictures, che propose agli studios di realizzarne una trasposizione cinematografica che fosse vietata ai minori di 18 anni. Per la fine del 2004, Universal aveva già acquisito i diritti sulla miniserie, spinta dal produttore Marc Platt, che aveva anche offerto la regia a Timur Bekmambetov, sostenendo che il suo stile ben si adattasse all'animo “oscuro, torbido ed iperviolento [...] ma anche dotato di tocchi di umorismo ed ironia" del fumetto.
Nel dicembre del 2005 Bekmambetov è entrato ufficialmente nel progetto. Essendo il primo film in lingua inglese del regista, Universal era indecisa se affidare o meno un potenziale blockbuster ad un poco conosciuto regista kazako-russo, ma venne convinta da Platt. Bekmambetov ha descritto il fumetto come "rischioso e molto provocatorio", con "un grosso colpo di scena e personaggi ben delineati", e ha dichiarato che ciò che lo aveva più intrigato del progetto era la sua capacità di spaziare attraverso numerosi generi cinematografici: "è allo stesso tempo commedia, drammatico e melodrammatico [...] ogni scena, noi spaziamo tra i generi ed è ciò che rende unico il film.”

#### Sceneggiatura
Nel 2005, Derek Haas e Michael Brandt sono stati incaricati di scrivere la sceneggiatura del film. Mark Millar, l'autore della miniserie, non ne ha apprezzato la prima stesura, definendone l'approccio alla storia "troppo mansueto" ed "eccessivamente americanizzato": "volevo fosse l'opposto di film come Spider-Man [...] l'idea era che qualcuno ottenesse dei poteri e comprendesse di poterne fare ciò che vuole, scegliendo però di agire per il male". Millar ha iniziato a sostenere la produzione solo dopo l'arrivo di Bekmambetov alla regia e la sua intenzione di mantenere uno spirito più vicino a quello dell'opera originale. Ciononostante, Bekmambetov ha subito dichiarato che qualsiasi sceneggiatura si sarebbe comunque distaccata dal materiale originario. Nel giugno del 2006, lo sceneggiatore Chris Morgan fu incaricato di riscrivere il terzo atto della sceneggiatura di Haas e Brandt. Anche questi ultimi ritornarono, riscrivendo alcune scene riguardanti Wesley Gibson. Angelina Jolie ha voluto personalmente che il suo personaggio morisse, ritenendo "ingiusto" che sopravvivesse dopo aver ucciso persone innocenti per conto di Sloan.

#### Casting

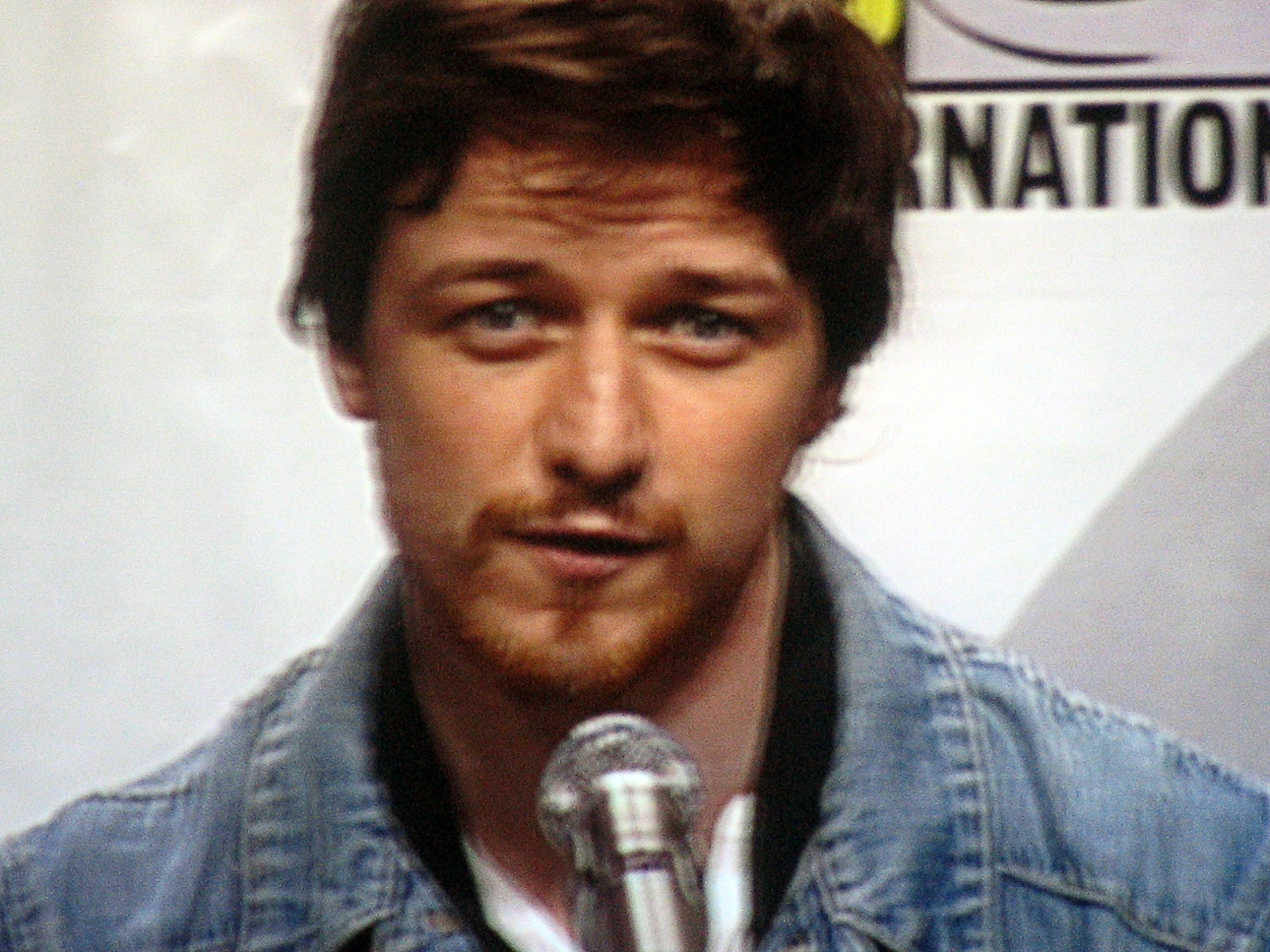
James McAvoy interpreta il protagonista Wesley Gibson.

James McAvoy era già stato considerato nel 2006 per il ruolo di Wesley Gibson, per poi venire scartato in quanto non rispecchiava appieno il classico personaggio maschile protagonista hollywoodiano. McAvoy venne richiamato in seguito, in quanto la produzione cercava al momento "qualcuno di più geek." L'attore è stato confermato nel ruolo il 19 ottobre 2006 ed ha dovuto migliorare il suo fisico per meglio affrontare le scene d'azione presenti nel film.
Angelina Jolie entrò nel cast a marzo del 2007, dopo che lo sceneggiatore Dean Georgaris aveva riscritto il ruolo di Fox appositamente per lei. Mark Millar fu molto più entusiasta verso il progetto dopo l'entrata della Jolie nel cast. Jolie decise di rendere Fox più "distante e fredda", ispirandosi alla sua performance in Changeling di Clint Eastwood.
Common entrò nel cast perché interessato a recitare assieme a McAvoy, Jolie, e Morgan Freeman. Per prepararsi per il ruolo, il rapper ha dovuto acquisire una buona conoscenza delle armi da fuoco, nonostante non fosse un gran sostenitore di quest'ultime. Konstantin Khabensky, che era già stato diretto da Bekmambetov ne I guardiani della notte, è stato scelto cosicché il regista avesse un viso familiare attorno durante le riprese. L'attore britannico Marc Warren è entrato nel cast poiché aveva da sempre voluto recitare in un blockbuster americano. Dopo aver ottenuto un ruolo nel film, Thomas Kretschmann avrebbe voluto leggere il fumetto, ma venne convinto da Bekmambetov a desistere. Kristen Hager, inizialmente scartata dopo aver sostenuto un provino per il ruolo di Fox, accettò la parte di Cathy, ritenendola "divertente da interpretare".

### Riprese
La lavorazione si è tenuta a Chicago nell'aprile 2007. Molte delle scene di inseguimento tra veicolo, compresa quella dell'elicottero, sono state girate lungo Wacker Drive presso il fiume Chicago. La scena iniziale del film è stata girata nel Carbide & Carbon Building.
A maggio, la produzione si è spostata in Repubblica Ceca, dove erano previste 12 settimane di riprese. Il covo della Confraternita è stato ricostruito in un edificio abbandonato a Praga. Successivamente, le riprese si sono spostate a Budapest, per poi tornare a Chicago in agosto. Nonostante gli attori avessero personalmente eseguito gran parte dei loro stunts, alcune delle sequenze d'azione più pericolose furono interamente ricreate in computer grafica. Vennero girati anche un inizio ed un finale alternativi, il primo dei quali, un flashback che mostra le origini della Confraternita e del Telaio del Fato, è stato inserito in una versione speciale dell'edizione home video.

## Colonna sonora
Danny Elfman, fan dei precedenti film di Bekmambetov, ha curato la colonna sonora di Wanted'. Considerando il film come "qualcosa di strano, contorto e sarcastico", Elfman ha optato per una colonna sonora composta da brani di chitarra, con solo "i suoni più sgradevoli" ed un approccio "heavy metal". È anche incluso un brano composto ed eseguito da Elfman stesso, "The Little Things", inserita all'interno del film ed ai titoli di coda.

## Accoglienza

### Incassi
Il film ha avuto un incasso mondiale superiore a 341 milioni di dollari. In Italia, nelle tre settimane di programmazione, il film ha guadagnato 3.841.626 euro. Invece in USA, nelle cinque settimane in cui il film è stato al cinema, ha incassato 134.508.551 dollari.

## Altri media

### Videogiochi
Nel 2009 è stato commercializzato per PC, PS3 e Xbox360 un videogioco sparatutto in terza persona successivo alla conclusione del film. Il gioco, dal titolo Wanted: Weapons of Fate, ha infatti inizio circa 5 ore dopo il finale dell'opera cinematografica, e l'obiettivo del protagonista è quello di cercare informazioni su sua madre.

## Sequel
Nel settembre 2010 Mark Millar, nonostante l'interesse in un sequel del film, ne ha definito «complicata» la possibile realizzazione, sottolineando che comunque il suo progetto consisteva solo in un fumetto di sei numeri, senza seguiti dettati solo dalla ricerca del profitto.